# Funk (Nebraska)
Funk je selo u američkoj saveznoj državi Nebraska. Prema popisu stanovništva iz 2010. u njemu je živjelo 194 stanovnika.